# Йехуди Менухин
Йехуди Мену̀хин (на английски: Yehudi Menuhin) е американски цигулар и диригент от еврейско-беларуски произход.

## Биография и творчество
Йехуди Менухин е син на равин, бежанец от Беларус. Започва да се занимава с музика на тригодишна възраст. Учи при Джордже Енеску и Адолф Буш. Първият му самостоятелен концерт със симфоничен оркестър в Сан Франциско е когато е 7-годишен. Изнася концерти и по време на Втората световна война пред войските на съюзниците, влагайки големи усилия – изнася над 500 концерта. През април 1945 г. заедно с Бенджамин Бритън изнася концерт пред бившите затворници от освободения от британските войски концлагер Берген-Белзен.
През 1945 г. участва с първия задграничен изпълнител, гастролиращ в СССР след войната. Заедно с Давид Ойстрах изпълняват концерт на Йохан Себастиан Бах
От 1959 г. живее във Великобритания и през 1962 г. създава в графство Съри „Школата на Йехуди Менухин“. През 1970 г. става гражданин на Швейцария. Музикант на класическия репертоар, Менухин записва през 1980-те години няколко джазови композиции, заедно със Стефан Грапели и няколко концерта с източна музика.
През 1985 г. приема английско поданство.
През 1983 г. основава в графство Кент фонд Йехуди Менухин в подкрепа на млади музиканти. Изнася концерти до преклонни години: през 1990 г. с Младежкия оркестър на Азия, британския виолончелист Джулиан Лойд Уебър и група млади изпълнители от Азия прави турне в Япония, Тайван, Сингапур и Хонконг.

## Признание и награди
Командор на Ордена на Британската империя (1965 г.), кавалер на орден „За заслуги“ на Великобритания (1987 г.), през 1993 г. получава титлата барон. Лауреат на „Награда за мир на немските книгоразпространители“ (1979 г.), Премия „Ернст Сименс“ (1984 г.). Офицер на Ордена на Почетния Легион (1986 г.). Лауреат на премия „Глен Гулд“ за принос към изкуството (1990 г.). Удостоен със златен медал на Кралското филхармонично общество и медал Пикасо. Почетен доктор на Фризкия университет в Брюксел.